# Морсаско
Морса̀ско (на италиански: Morsasco; на пиемонтски: Morzasch, Морцаск) е село и община в Северна Италия, провинция Алесандрия, регион Пиемонт. Разположено е на 350 m надморска височина. Населението на общината е 704 души (към 2010 г.).